# Pedra de Paraibuna
A Pedra de Paraibuna é uma rocha localizada em Comendador Levy Gasparian, no Rio de Janeiro, que faz fronteira com Minas Gerais.
Nela pratica-se escalada, rapel, asa-delta e parapente, sendo considerada uma das principais atrações turísticas naturais da região.

Paredão rochoso com 500m de altura e 1150m de altitude, utilizada por praticantes da escalada, rapel, asa delta e parapente. Localizada em Levy Gasparian, na Estrada União Indústria, km 32. 